# پارک هوزینگن
پارک هوزینگن (به لوکزامبورگی: Parc Housen) یک شهرداری در کلروو واقع در منطقه ایسلک (Éislek) در شمال کشور دوک‌نشین لوکزامبورگ است که ۷۰٫۶۴ کیلومترمربع مساحت دارد و جمعیت آن در سال ۲۰۱۱ میلادی ۲۹۶۸ نفر بوده‌است.

## بخش‌ها
این شهرداری که از ادغام ۳ شهرداری در ۱ ژانویه ۲۰۱۲ به وجود آمده ۱۰ بخش یا زیرمجموعه دارد که عبارتند از:
- بوکهولتز (Bockholtz)
- کونستوم (Consthum)
- دورشاید (Dorscheid)
- هولزتوم (Holzthum)
- هوشاید (Hoscheid)
- هوزینگن (Hosingen) مرکز
- نایدهاوزن (Neidhausen)
- رودرزهاوزن (Rodershausen)
- اونترآیزنباخ (Untereisenbach)
- والهاوزن (Wahlhausen)

## تاریخچه جمعیت
تاریخچه رشد جمعیت سه بخش این شهرداری در جدول زیر آمده‌است  :
| سال  | جمعیت بخش هوزینگن | جمعیت بخش کونستوم | جمعیت بخش هوشاید | جمعیت کل |
| ---- | ----------------- | ----------------- | ---------------- | -------- |
| ۱۸۲۱ | ۱۴۷۰              | ۴۱۶               | ۵۵۰              |          |
| ۱۸۵۱ | ۲۱۰۲              | ۶۳۲               | ۷۹۸              |          |
| ۱۸۸۰ | ۲۰۷۱              | ۵۸۷               | ۸۰۲              |          |
| ۱۹۱۰ | ۱۸۹۷              | ۵۳۶               | ۵۹۱              |          |
| ۱۹۳۵ | ۱۶۳۶              | ۴۶۱               | ۴۸۸              |          |
| ۱۹۴۷ | ۱۲۹۸              | ۴۲۷               | ۳۸۷              |          |
| ۱۹۶۸ | ۱۱۸۲              | ۳۷۹               | ۳۰۳              |          |
| ۱۹۷۰ | ۱۰۸۳              | ۳۱۴               | ۲۸۸              |          |
| ۱۹۸۱ | ۱۰۸۹              | ۲۷۸               | ۳۰۶              |          |
| ۱۹۹۱ | ۱۲۴۰              | ۲۹۷               | ۳۱۵              |          |
| ۲۰۰۱ | ۱۴۷۷              | ۳۲۸               | ۴۱۸              |          |
| ۲۰۰۴ | ۱۶۳۲              | ۳۶۴               | ۴۸۶              |          |
| ۲۰۰۷ | ۱۷۴۰              | ۴۳۵               | ۵۵۱              |          |
| ۲۰۱۰ | ۱۸۶۰              | ۴۸۳               | ۵۸۶              |          |
| ۲۰۱۱ | ۱۸۷۴              | ۴۹۰               | ۶۰۴              | ۲۹۶۸     |